# Пам'ятничний Юрій Вікторович
Ю́рій Ві́кторович Пам'ятни́чний (1991—2022) — сержант Збройних сил України. Повний кавалер ордена «За мужність».

## З життєпису
17 червня 2014 року зранку під час пересування бронеавтомобілями біля Металіста (Луганська область) українські військовики потрапили під обстріл, почалася перестрілка. Снаряд від РПГ влучив у БТР, в якому перебував Юрій, серед екіпажу — вбиті і поранені; він сам зазнав від вибуху міни 18 поранень, у тому числі лівого ока. Бійці прорвалися в розташування українських сил біля міста Щастя, Юрій виніс на плечах командира екіпажу.
Після цього лікувався у військовому госпіталі в Львові.
Загинув під час російського вторгнення в Україну в 2022 році.

## Нагороди
- орден «За мужність» I ступеня (01.07.2022 посмертно) — за особисту мужність і самовіддані дії, виявлені у захисті державного суверенітету та територіальної цілісності України, вірність військовій присязі.
- орден «За мужність» II ступеня (21.04.2022) — за особисту мужність і самовіддані дії, виявлені у захисті державного суверенітету та територіальної цілісності України, вірність військовій присязі.
- орден «За мужність» III ступеня (08.08.2014) — за особисту мужність і героїзм, виявлені у захисті державного суверенітету та територіальної цілісності України.